# Leptysma filiformis
Leptysma filiformis är en insektsart som först beskrevs av Jean Guillaume Audinet Serville 1838.  Leptysma filiformis ingår i släktet Leptysma och familjen gräshoppor. Inga underarter finns listade i Catalogue of Life.